# Sadaclia
Sadaclia è un comune della Moldavia situato nel distretto di Basarabeasca di 4.389 abitanti al censimento del 2004